# 通夜堂
通夜堂（つやどう）は、夜を通して仏事を勤行するために、寺の境内に設置されたお堂。夜通しお勤めをすることを｢通夜｣と言う。
また、四国では、本来の通夜のためのお堂ではなく、「歩き遍路」が無料で宿泊できる施設を「通夜堂」と呼ぶ場合もある。中には布団やベッド、炊事施設まで備えられた通夜堂もあり、歩き遍路にとってはありがたいお接待となっている。